# ラウル・ガンズブール

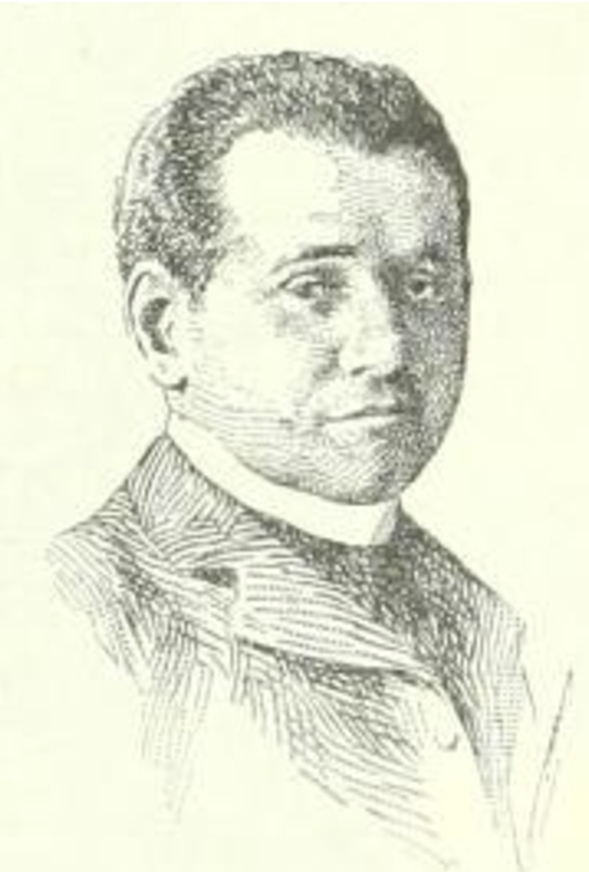
ガンズブール

ラウル・サミュエル・ガンズブールまたはラウル・ガンスブール（ルーマニア語: Raoul Gunsbourgまたは Raoul Samuel　Gunsbourg、1860年1月6日 – 1955年5月31日）は、劇場支配人、興行師、作曲家で特にモンテカルロ歌劇場で活躍した。ルーマニアのブカレストで生まれ、モンテカルロで死去。

## 初期のキャリア
ガンズブールはルーマニアのブカレストで医学の勉強をした後、同地のフランス人の演劇一座で、端役を演じていた。1881年にモスクワでフランスのオペラ・コミックのための劇場を経営した。翌年サンクトペテルブルクで別の劇場を経営した。リール歌劇場（1888年～1889年）の監督を経て、ニース歌劇場（1889年～1891年）の監督に就任し、1891年にベルリオーズの『トロイアの人々』の第一部『トロイアの陥落』のフランスでの舞台初演を行った 。

## モンテカルロ歌劇場での実績
ガンズブールは1893年から1950年まで60年近くに亘り、モンテカルロ歌劇場の監督を務めた。ガンズブールは1892年2月18日にモンテカルロ歌劇場にてベルリオーズの『ファウストの劫罰』の舞台形式での初演を行った。出演はダルバ、ジャン・ド・レシュケ、レオン・メルシセデクら、指揮はレオン・ジェアンであった。この舞台化により、1910年6月10日にパリ・オペラ座でも上演され、レパ－トリー入りすることになったが、これについてアンリ・ビュッセルは「フランス音楽の傑作を蘇らせたガンズブールに感謝しなけらばならない」と記している。稀代の興行師であり、作曲の高い能力を有して、辣腕ぶりを発揮したガンズブールは〈壮麗ラウル〉（Raul le Mangfique）というあだ名が付けられていた。
ガンズブールの在任期間にはマスネの『ノートルダムの曲芸師』（1902年）、『シェリュバン』(1905年、メアリー・ガーデンとリーナ・カヴァリエリが出演）、『テレーズ』(1907年）、『ドン・キショット』（1910年)、『アマディス』（1922年）、サン＝サーンスの『エレーヌ』（1904年）、『祖先』（1906年）、『デジャニール』（1911年3月14日に劇付随音楽からオペラ版を作成したもの）、ガブリエル・フォーレの『ペネロープ』（1913年）、アンドレ・メサジェの『ベアトリス』(1914年）、ジャコモ・プッチーニの『つばめ』（1917年）、モーリス・ラヴェルの『子供と魔法』（1925年）、アルトゥール・オネゲルの『ユーディット』（1925年）『鷲の子』（1937年、ジャック・イベールとの共作）などを含む多くの重要な作品を初演した。このような功績により、ガンズブールはこの歌劇場をヨーロッパ第一流の歌劇場に引き上げることに貢献した。

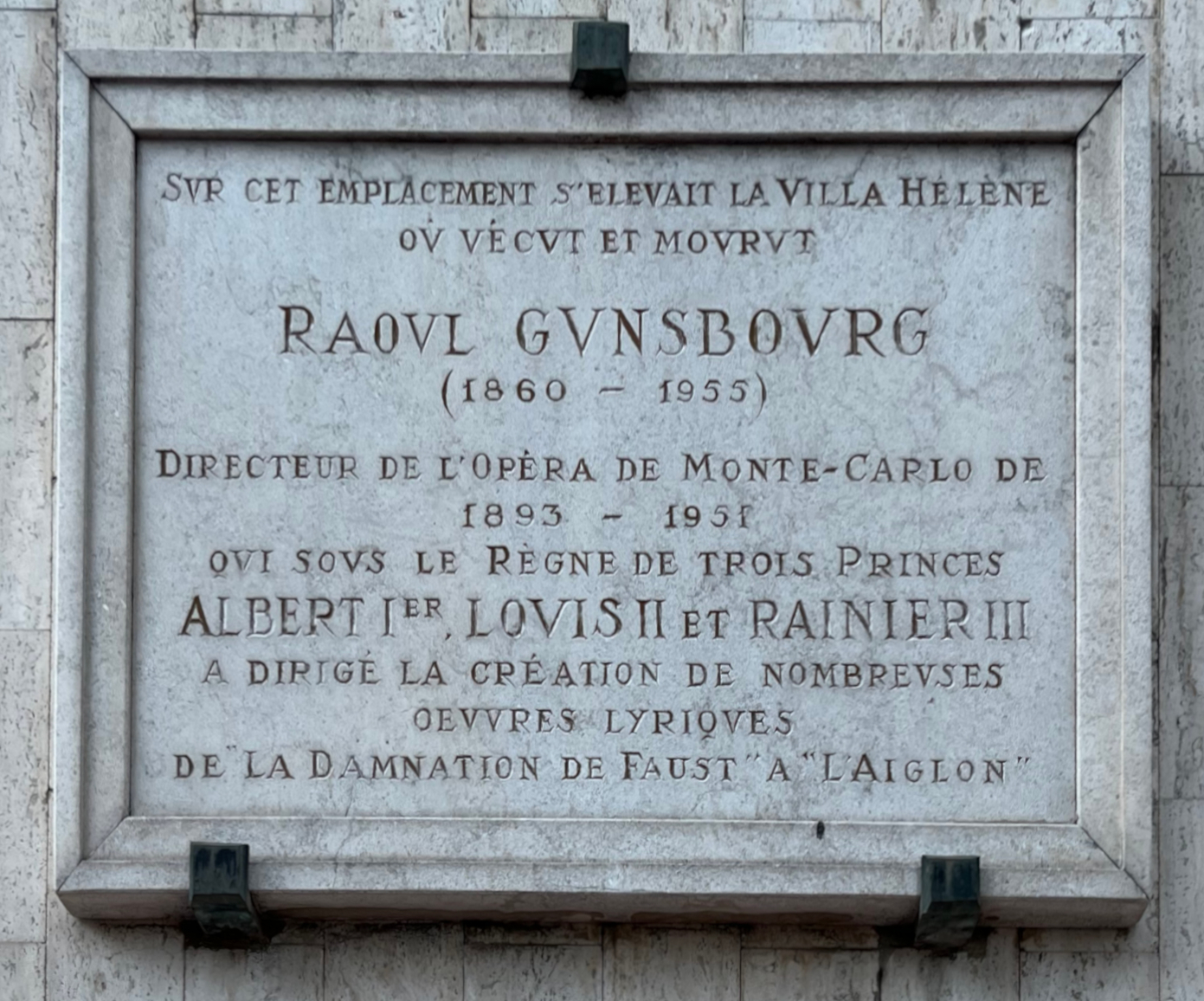
旧所在地のヴィラ・エレーヌのプレート

『ホフマン物語』では作者のジャック・オッフェンバックの死後1881年にエルネスト・ギローの補筆によりパリのオペラ＝コミック座で初演されたが、支配人のレオン・カルヴァロにより、ジュリエッタの幕自体がドラマと音楽が弱いとの判断から削除されていた。1904年のモンテカルロ歌劇場の上演に際して、ガンズブールはオッフェンバックの『月世界旅行』（1875年）の序曲から印象的なチェロの旋律を取り出して膨らませ、台本作家のジュール・バルビエの息子ピエール・バルビエに新しい歌詞を編ませた上で、新たに〈アリア〉「耀けダイヤモンドよ」を作り、ダペルトゥットに歌わせたほか、〈舟歌〉の中のフレーズを発展させ、7重唱（6重唱と合唱による）を作曲し、ジュリエッタの幕の大詰めに配置するなど手を施した。これが人気を博し、シューダンス版として1980年頃まで使われた。
独創性に富み、精力的なオペラ・プロデューサーであったガンズブールは、無頓着な改作者でもあり、オペラでの役を違う声種に歌わせること（例えば、『フィガロの結婚』の伯爵役をテノールに歌わせる）など、色々な仕方で原作の台本に手を入れた。天賦の才に恵まれたガンズブールは時代を読む眼をもって、エンリコ・カルーソーやフョードル・シャリアピンを売り出した最初の人物でもあった。
ガンズブールはペール・ラシェーズ墓地に埋葬された。

## 作品（オペラ）
- 『老いた鷲』(Le Vieil Aigle、1909年、モンテカルロ)
- 『イワン雷帝』（Ivan le Terrible、1910年、ブリュッセル・モネ劇場)
- 『ヴェニス』（Venise、1913年、 モンテカルロ)
- 『メートル・マノール』(Maître Manole、 1918年、モンテカルロ)
- 『サタン』（Satan、1920年、モンテカルロ)
- 『リシストラータ』(Lysistrata、1923年、モンテカルロ)
- 『ブラントームの優雅な女性たち』（Les Dames galantes de Brantome、1946年、モンテカルロ)

著作：『百年、約百年の思い出』（“Cent ans de souvenirs… ou presque ”）